# Djimi (peuple)
Pour les articles homonymes, voir Djimi.
Ne doit pas être confondu avec Djimini (peuple).
Les Djimi sont une population du Cameroun vivant dans le nord du pays, à proximité de la frontière avec le Nigeria, principalement dans le canton de Bourrha, notamment dans le village de Djimi proprement dit, à Mbola, Mitchimi, Zoumbouda.

## Langue
Leur langue est le djimi, une langue tchadique.